# Phyllomedusa itacolomi
Phyllomedusa itacolomi är en groddjursart som beskrevs av Caramaschi, Cruz och Renato Neves Feio 2006. Phyllomedusa itacolomi ingår i släktet Phyllomedusa och familjen lövgrodor. IUCN kategoriserar arten globalt som otillräckligt studerad. Inga underarter finns listade i Catalogue of Life.